# Clibanarii

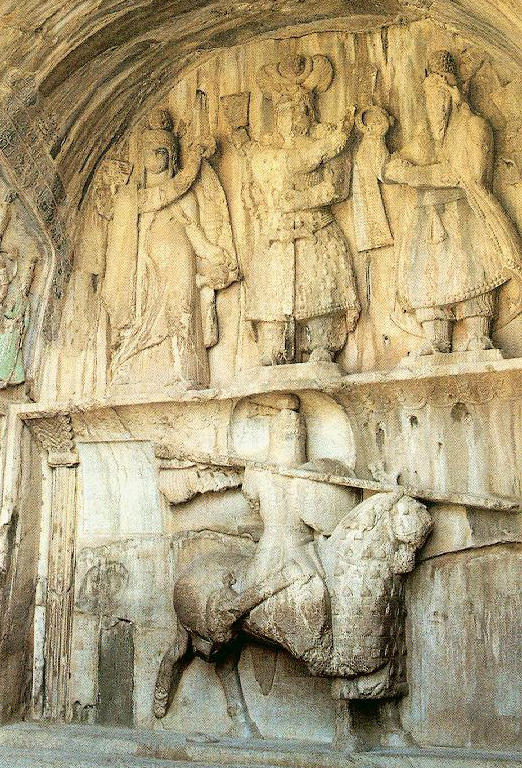
Relieve más antiguo conocido de un soldado de caballería muy pesada. El soldado forma parte del ejército del Imperio sasánida, y el relieve fue encontrado en Taq-i Bostan, cerca de Kermanshah, en Irán.

Los clibanarii (singular: clibanarius) o klibanophoroi (en griego, κλιβανοφόροι, 'portadores de hornos', de κλίβανος, que significa 'horno de campamento' u 'horno metálico'), fueron una unidad militar del Imperio sasánida y del ejército romano tardío compuesta por caballería muy pesada. Eran similares a los catafractos, estando tanto los caballeros como los caballos equipados con una armadura completa. Existen diversas teorías sobre el origen de este nombre, una de las cuales considera que recibían literalmente el apodo de «portadores de hornos» debido a la gran cantidad de armadura que llevaban y que hacía que los soldados sufriesen mucho calor en el momento de la batalla. La otra teoría considera que el nombre deriva del persa griwbanwar, o griva-pana-bara, que significa 'portador de protección del cuello'.
Los clibanarii fueron unidades utilizadas sobre todo por los ejércitos orientales. Por ejemplo, fueron usados por el Imperio de Palmira y lucharon contra la caballería romana en las batallas de Immae y Emesa. Los sasánidas emplearos estas unidades en sus ejércitos occidentales, en especial contra el Imperio romano de Oriente y estaban más acorazados que sus contrapartidas bizantinas. La caballería clibanaria de Sapor II es descrita por el historiador griego Amiano Marcelino, un oficial romano que sirvió en el ejército de Constancio II en la Galia y en Persia y que luchó contra estos últimos a las órdenes del emperador Juliano, tomando parte en la retirada de su sucesor Joviano. El autor los describe como sigue:

Todas sus compañías iban acorazados en hierro, y todas las partes de su cuerpo iban cubiertas con gruesas placas, tan entalladas que las juntas coincidían con las de sus miembros; y las formas de las caras humanas estaban tan hábilmente encajadas en sus cabezas, que dado que su cuerpo entero estaba cubierto con metal, las flechas que caían sobre ellos sólo podían hacer blanco en pequeñas aberturas para las pupilas del ojo o a través de la punta de su nariz, en dónde podían conseguir un poco de aire. Algunos de ellos armados con picas permanecían tan inmóviles que podía pensarse que estaban atrapados por cepos de bronce.

Los persas nos opusieron apretadas bandas de caballería cubierta con malla en un orden tan cerrado que el brillo de los cuerpos en movimiento cubiertos con placas de hierro deslumbraban los ojos de quienes miraban hacia ellos, mientras que la totalidad multitud de caballos iba protegida por cubiertas de cuero.